# Iglesia de madera de Reinli

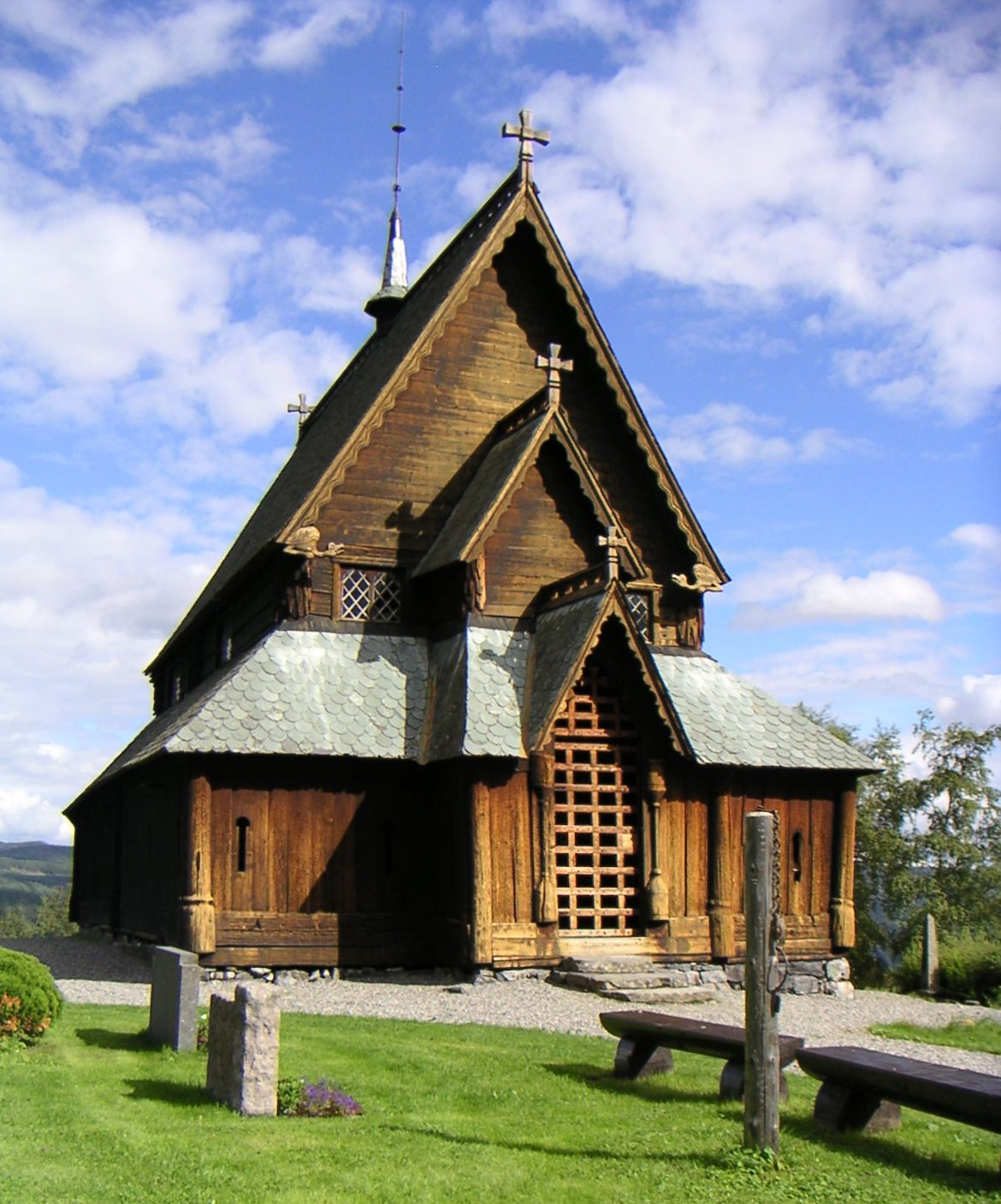
Iglesia de madera de Reinli.

La iglesia de madera de Reinli es una stavkirke medieval del municipio de Sør-Aurdal, en la provincia de Oppland, Noruega. Ha sido común datarla en la segunda mitad del siglo XIII o a principios del siglo XIV, pero las más recientes investigaciones dendrocronológicas indican que algunas partes son de fechas posteriores a 1326. Aún en la actualidad conserva su antigua función litúrgica, como templo parroquial luterano de la Iglesia de Noruega.

## Historia

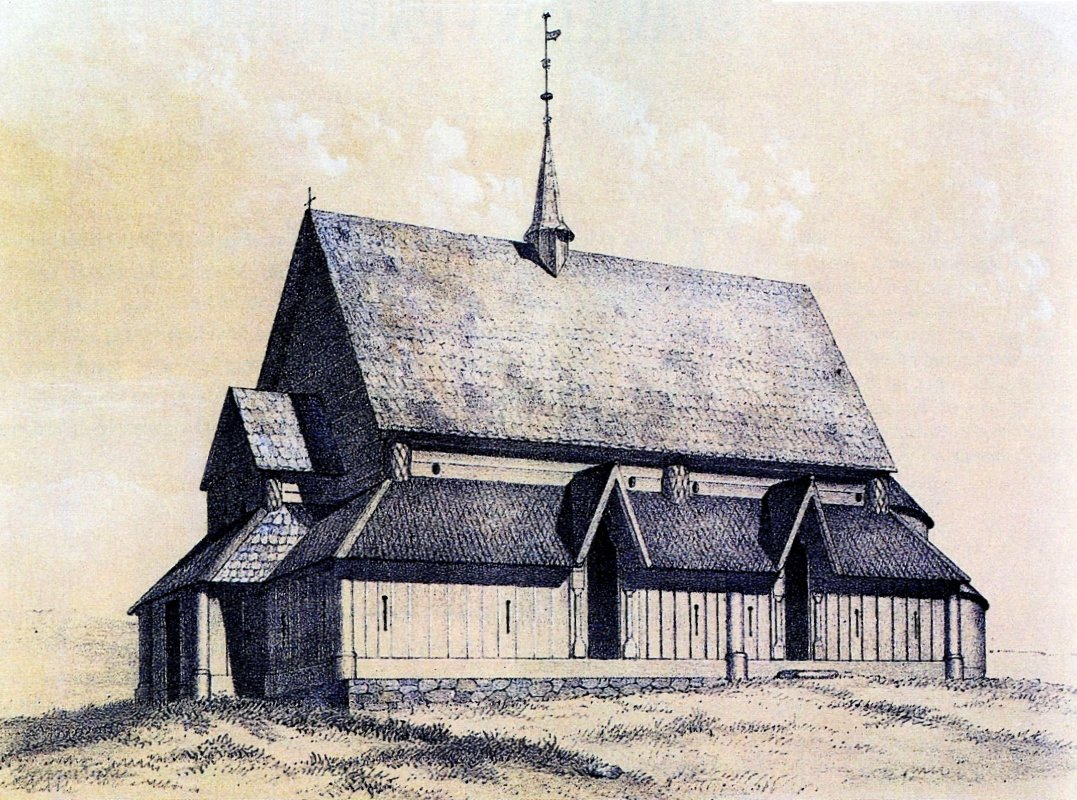
Dibujo de G.A. Bull, hacia 1855.

Durante una excavación arqueológica bajo el piso de la iglesia en 1971 y 1972 se localizaron restos de lo que podrían ser dos iglesias más antiguas. También se encontraron monedas del reinado de Haakon IV (1250-1263).
Las primeras fuentes escritas que hacen mención de una iglesia en el lugar son las que narran el viaje de Olaf II a través de Valdres en 1023. El rey podría haber visitado Reinli y, de acuerdo a la tradición, habría hallado un templo pagano en el emplazamiento de la actual stavkirke.
Parte del material de la iglesia ha sido datada por radiocarbono hacia 1190. Aunque tal método de datación no siempre coincide con la dendrocronología, bien podría indicar que se utilizó madera de un templo anterior. El nuncio papal en Valdres menciona a la iglesia de Reinli en una relación de 1327.
La tradición atribuye a un Sira Thord la erección de la iglesia, y tal maestro se encontraría sepultado bajo el portal meridional. Una inscripción en el corredor, cercana a ese portal, reza así: Aquí descansa Sira Thord, quien dejó concluida esta iglesia, pater noster.
El templo fue remodelado probablemente en más de una ocasión desde la Edad Media, y en el siglo XVII y el XVIII. En 1880 se restauró nuevamente, y fe cuando se colocaron crucifijos y cabezas de dragón en el exterior, una característica de las stavkirke medievales y que no se muestran en un dibujo de la iglesia realizado por G.A. Bull en ca. 1855. El interior fue remodelado entre 1884 y 1855. Tanto el exterior como el interior de la iglesia fueron nuevamente restaurados en 1976 y 1977.

## Edificio

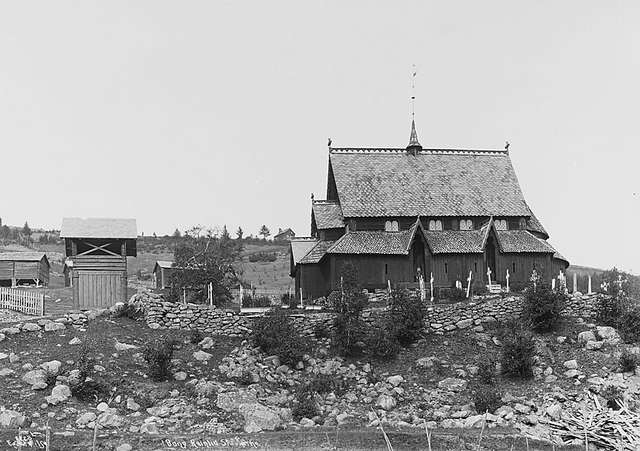
Fotografía de Axel Lindahl, entre 1880 y 1890. Se alcanzan a ver los dos portales del costado sur.

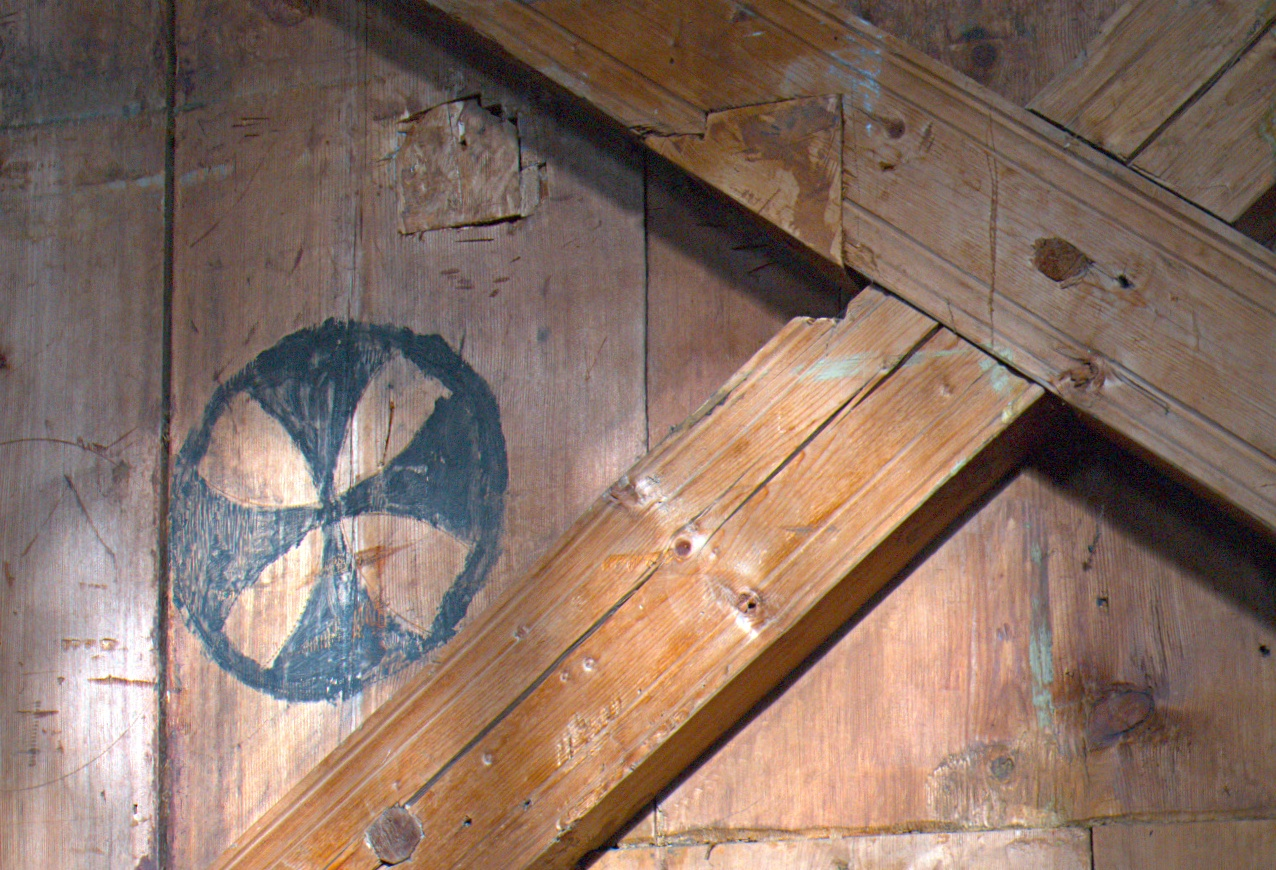
Una de las doce cruces de la consagración de la iglesia (que simbolizan los doce apóstoles), en el muro norte de la nave.

La mayor parte de la madera es original, y el templo conserva bastante bien sus características medievales. Es una iglesia-salón de Tipo A, con un techo elevado de dos aguas y nave y coro de la misma anchura. Un corredor rodea a la iglesia por los cuatro costados, con techo significativamente más bajo que el del resto del templo y muros con pequeñas aberturas alargadas que permiten la ventilación. En el centro del caballete del techo de la nave hay una pequeña torre central, que funciona de campanario.
Reinli forma parte del mismo modelo arquitectónico de las stavkirke de Haltdalen, Undredal, Rollag, Hedalen y Eidsborg.
La nave tiene cuatro postes esquineros que soportan la armadura del techo. Dos postes esquineros más sostienen el techo del coro. Éste contiene ábside semicircular, un elemento de fecha posterior a la construcción del resto de la iglesia. 
La nave tiene dos portales, uno en la entrada principal, en el occidente, y uno en el costado sur. El coro tiene un portal más también en el costado sur. Poseen decoraciones en las pilastras de estilo similar al gótico.
El altar es un relicario gótico de ca. 1300, con la Ascensión de Jesús como motivo principal. Este altar alojó una imagen de la Virgen María similar a la de la stavkirke de Hedalen, con un coronamiento en forma de baldaquino. Esa imagen forma parte en la actualidad de la Colección de Antigüedades de la Universidad de Oslo. La pila bautismal es una pieza románica labrada en esteatita.
La iglesia no cuenta con energía eléctrica.